# Les Municipaux, ces héros
Série
Les Municipaux, trop c'est trop
(2019)
Pour plus de détails, voir Fiche technique et Distribution.
Les Municipaux, ces héros est un film (comédie française) écrit et réalisé par le duo d'humoristes Les Chevaliers du Fiel (Éric Carrière et Francis Ginibre).
C'est leur second film, trois ans après leur premier film Repas de famille.
Inspiré de leurs sketches de leurs spectacles (notamment « La Brigade des feuilles »), le film joue sur les clichés et caricatures attribués aux employés municipaux, qui se retrouvent ici confrontés à une affaire politico-financière.
Une suite est sortie en 2019, intitulée Les Municipaux, trop c'est trop.

## Synopsis
Port-Vendres est un port magnifique situé en Catalogne française. Magnifique et tellement français : son maire est bling-bling et ses employés municipaux toujours à fond. À fond dans les acquis sociaux, à fond contre les cadences infernales, à fond dans la déconne ; c'est ce qui fait qu'on les aime. Si de plus ils deviennent des héros alors il n'y a plus aucune raison de ne pas s'inscrire à ce voyage dans la vraie vie.

## Fiche technique
- Réalisation : Les Chevaliers du Fiel et Sébastien Deux
- Scénario : Éric Carrière
- Musique Originale : Jack Lestrohan et Eric Carrière
- Sociétés de production : Waiting for Cinéma, Apollo Films, C8 Film, Few
- SOFICA : Cinécap 1, Cofinova 14
- Genre : Comédie
- Durée : 88 min
- Budget : 6 600 000 €
- Date de sortie : 25 avril 2018

## Distribution[1],[2]
- Éric Carrière : Christian Garcia, le délégué syndical
- Francis Ginibre : Gilbert Lavergne, la nouvelle recrue
- Bruno Lochet : Michel, le chauffeur du bus scolaire alcoolique
- Lionel Abelanski : M. Baldelli, le maire
- Nathalie Levy-Lang : La femme du maire
- Sophie Mounicot : Ghislaine, l'épouse de Christian
- Éric Delcourt : Ménard, le directeur des services de la mairie.
- Constance Pittard : Mylène, maîtresse du maire
- Marthe Villalonga : la mère de Gilbert
- Annie Gregorio : la boulangère
- Yves Pujol : Rémy
- Angélique Panchéri : Véro, employée à la piscine municipale
- Alil Vardar : Jérôme

## Production
Le tournage a démarré le 11 septembre 2017 à Port-Vendres.
La sortie du film est annoncée le 18 avril 2018 en Région Occitanie et le 25 avril dans le reste de la France.
Le projet, d'un montant estimé à 6,6 millions d’euros, est financé notamment par Canal+ et C8 avec le soutien de La Région Occitanie.
Le film est produit par Patrick Godeau et distribué par Apollo Films.

## Box office
Le film quitte les salles après onze semaines, avec au total 588 783 entrées (318 copies max). Il rapporte 4,5 M d’€. Résultat plutôt décevant au vu de la promotion et du budget.